# Scelolophia rivularia
Scelolophia rivularia är en fjärilsart som beskrevs av Dyar 1913. Scelolophia rivularia ingår i släktet Scelolophia och familjen mätare. Inga underarter finns listade.